# ميخائيل كولينز (لاعب كرة قدم)
ميخائيل كولينز (بالإنجليزية: Michael Collins)‏ (6 سبتمبر 1977 ببلفاست في المملكة المتحدة - ) هو لاعب كرة قدم بريطاني في مركز الوسط. لعب مع بورتاداون وشيفيلد يونايتد ونادي دوندالك ونادي كروسيدرز ونادي كليفتونفيل وNewry City F.C. ‏ ودارلينجتون إف سى.

## وصلات خارجية
- ميخائيل كولينز (لاعب كرة قدم) على موقع قاعدة بيانات كرة القدم.إي يو (الإنجليزية)
- ميخائيل كولينز (لاعب كرة قدم) على موقع Soccerbase.com (لاعب) (الإنجليزية)